# 汨湖乡
汨湖乡，是中华人民共和国湖南省张家界市桑植县下辖的一个乡镇级行政单位。

## 行政区划
汨湖乡下辖以下地区：
姚风界村、金丰界村、安家峪村、邹家界村、叶家桥村、小汉峪村、咸池峪村、碾子包村、护国村、前村坪村、白石村、三子界村和广文台村。